# Prva dalmatinska umjetnička izložba
Prva dalmatinska umjetnička izložba bila je izložba skupine dalmatinskih umjetnika održana u Splitu 1908. godine. Po mnogočemu je bila povijesna i utjecajna. Održana je u tek sagrađenom i otvorenom Hrvatskom domu, prvom pravom javnom prostoru u Splitu koji je uz ostalo bio namijenjen i izložbama. Oko organizacije su se angažirala trojica društveno vrlo agilnih splitskih slikara Emanuel Vidović, Ante Katunarić i Virgil Meneghello Dinčić. Pozvani su mnogi ugledni umjetnici. Sudjelovalo je ukupno 28 umjetnika koji su izložili 157 radova.

## Izlagači
Izlagali su: Nikola Jakšić, Frano Branko Angeli Radovani, Alojzij - Vjekoslav Gangl, Ante Katunarić, Amelija Knežević Bogdanović, Radivoj Krainer, Angjelo Uvodić, Branislav Dešković, Vinko Draganja, T. Duković, Vinko Foretić, Flora Jakšić, Josip Lalić, Mirko Rački, Ivan Rendić, Toma Rosandić, Dome Suhor, Karmelo Štambuk, Emanuel Vidović, Josip Vučetić, Paško Vučetić, Bruno Bersa, Rita Bersa Bottura, Vlaho Bukovac, Miho Marinković, Mato Celestin Medović, Ivan Meštrović i Virgil Meneghello Dinčić.

## Posljedice
Izložba je bila pun umjetnički, medijski i politički (s točke gledišta pristaša) pogodak. Tiskovine su pisale o izložbi, otvorena je polemika s pojedinim istaknutim predstavnicima zagrebačkog likovnog života. Potakla je stvaranje umjetničkog Društva Medulić osnovanog iste godine, koje je radilo na unaprjeđivanju suvremene likovne umjetnosti u gospodarski i kulturno slabo razvijenoj Kraljevini Dalmaciji, a idejno-politički radilo na ujedinjenju južnoslavenskih naroda.
Izložba je ponovljena 2010. godine u Galeriji umjetnina u Splitu.